# Joseph Kasavubu
Joseph Kasavubu, někdy též Kasa-vubu, (1910–24. března 1969) byl konžský politik, historicky první prezident Demokratické republiky Kongo po získání nezávislosti na Belgii. Funkci zastával v letech 1960–1965.
Byl zakladatelem a předsedou organizace ABAKO. Jeho prezidentství provázel spor s nacionalisticky a socialisticky orientovaným premiérem Patricem Lumumbou, po jehož zavraždění se do čela vlády postavil Antoine Gizenga, kterému se roku 1964 podařilo Kasavubua na krátkou chvíli sesadit. Tato tzv. Konžská krize vyústila v odtržení provincie Katanga, intervenci vojsk OSN a přerostla ve spor dvou bloků Studené války. Otevřela nakonec cestu k nástupu Josepha Mobutua do čela země a jejímu přejmenování na Zaire.